# Tanglus
Tanglus (Idoteidae) er en familie af små krebsdyr. Tanglus hører under ordenen Isopoder, og der findes flere forskellige arter inden for familien, blandt andet almindelig tanglus (Idotea balthica) og grøn tanglus (Idotea chelipes).
Hannen hos de største arter kan blive cirka 3 centimeter lang; hunnen cirka 2 centimeter lang. Tanglusen kan skifte farve, efter hvor som den opholder sig i, fx grøn, brun eller rødlig, med længdestriber eller hvidmarmorering. Tanglus er altædende, men lever især af ålegræs og trådalger. Den bevæger sig med en hoppede baglæns bevægelse.

## Klassifikation
Familie: Idoteida
Slægt: Idotea
Art: Idotea balthica (Pallas, 1772)
Art: Idotea chelipes (Pallas, 1766)
Art: Idotea granulosa (Rathke, 1843)